# Museo Elder de la Ciencia y la Tecnología

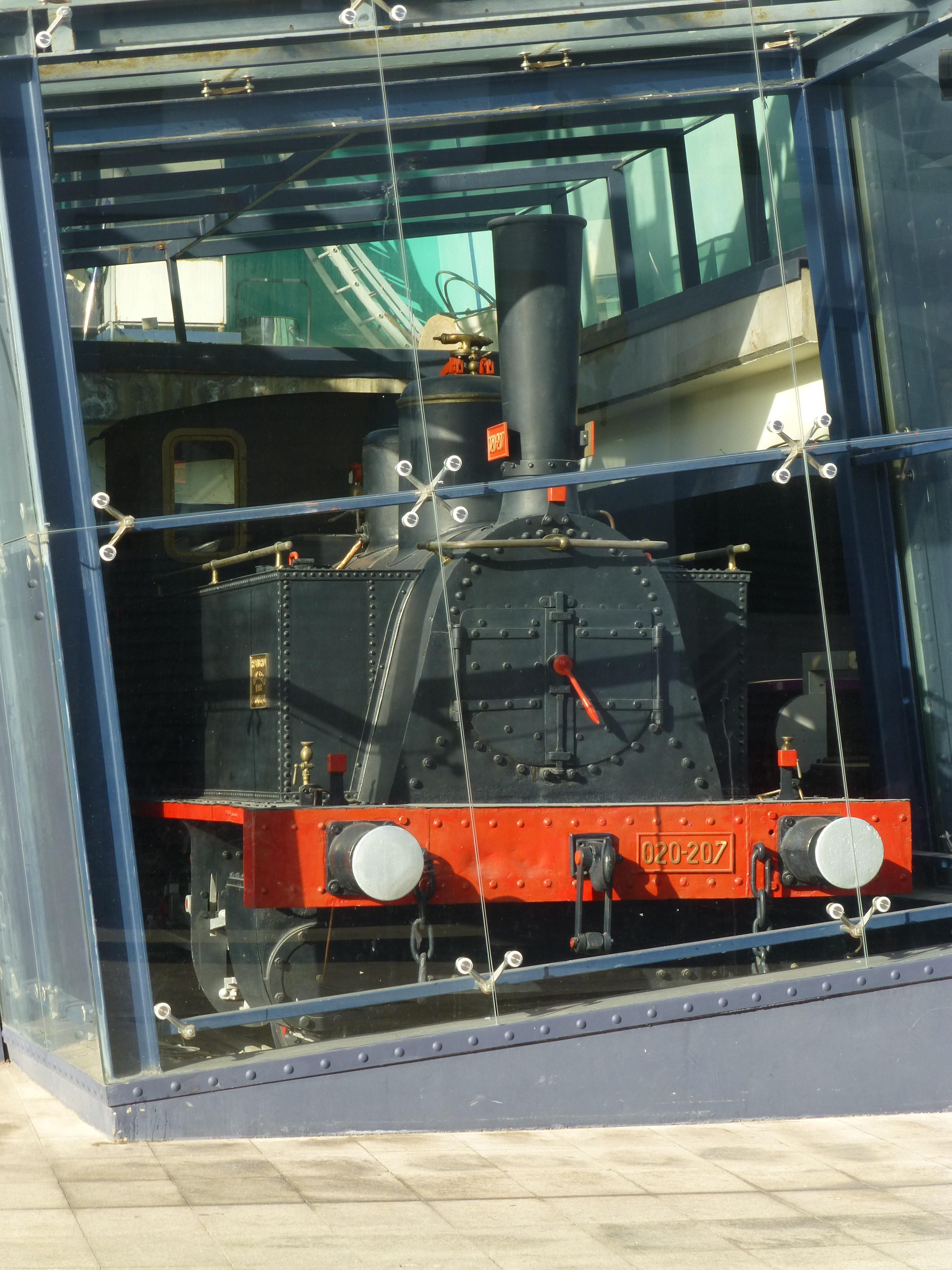
Locomotora de vapor del año 1885, que prestó servicio en Renfe, ahora en la cafetería del Museo Elder.

El Museo Elder de la Ciencia y la Tecnología es una institución para la divulgación científica inaugurada el 10 de diciembre de 1999 en el Parque Santa Catalina de Las Palmas de Gran Canaria (España). Dicho museo está gestionado por una fundación en la que participa el Gobierno de Canarias.
Su sede se encuentra en el edificio Elder, que era propiedad de una antigua empresa consignataria de buques, que data de finales del siglo XIX y cuenta con 6800 m² de superficie edificada y 4600 m² de superficie expositiva.

## Exposiciones
El museo se compone de cuatro plantas expositivas entre las que se pueden encontrar salas de exposiciones temporales, un planetario digital, una sala de cine 3D de gran formato y diferentes exposiciones sobre tecnología, física, matemáticas, astronomía, biología, medicina, geología, etc.
Además de los experimentos de física recreativa, los visitantes pueden interactuar con algunas piezas históricas reales, como una locomotora de vapor del año 1885, un motor diésel marino, o varios modelos antiguos de buques de vapor. La locomotora de vapor se encuentra en la cafetería, pero puede contemplarse libremente desde el exterior del museo, pues está situada junto a una gran cristalera. Dicha locomotora poseyó la matrícula de Renfe 020-0235, aunque tras su restauración luce una numeración errónea (207). Es de ancho de vía ibérico (1674 mm) y fue fabricada en Bélgica por la empresa Couillet, siendo diseñada para el servicio de maniobras en estaciones de ferrocarril.
Otra de las estrellas del museo es un auténtico avión supersónico de combate CASA-Northrop F-5, versión AR9, que prestó servicios de reconocimiento en el Ejército del Aire español, y que actualmente llama la atención por su diseño y por la posibilidad de acomodarse en su cabina.

## Horarios
- Abierto: de martes a sábado de 10:00h a 20:00h. Domingos de 10:00 a 18:00
- Cerrado: todos los lunes, 1 y 6 de enero, Martes de Carnaval, 1 de mayo, 24, 25 y 31 de diciembre.